# St. Martin (Nennig)

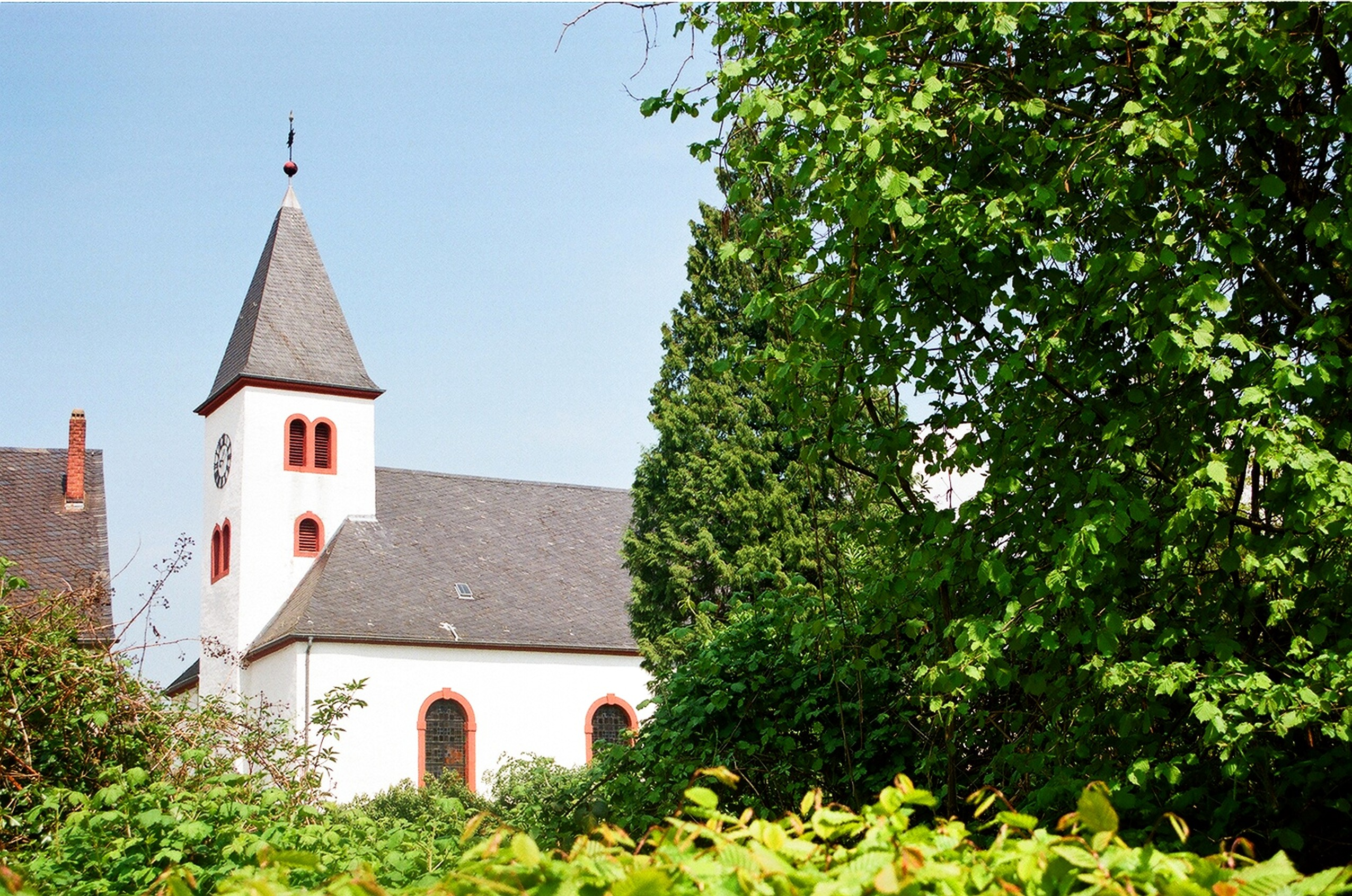
Die katholische Pfarrkirche St. Martin in Nennig

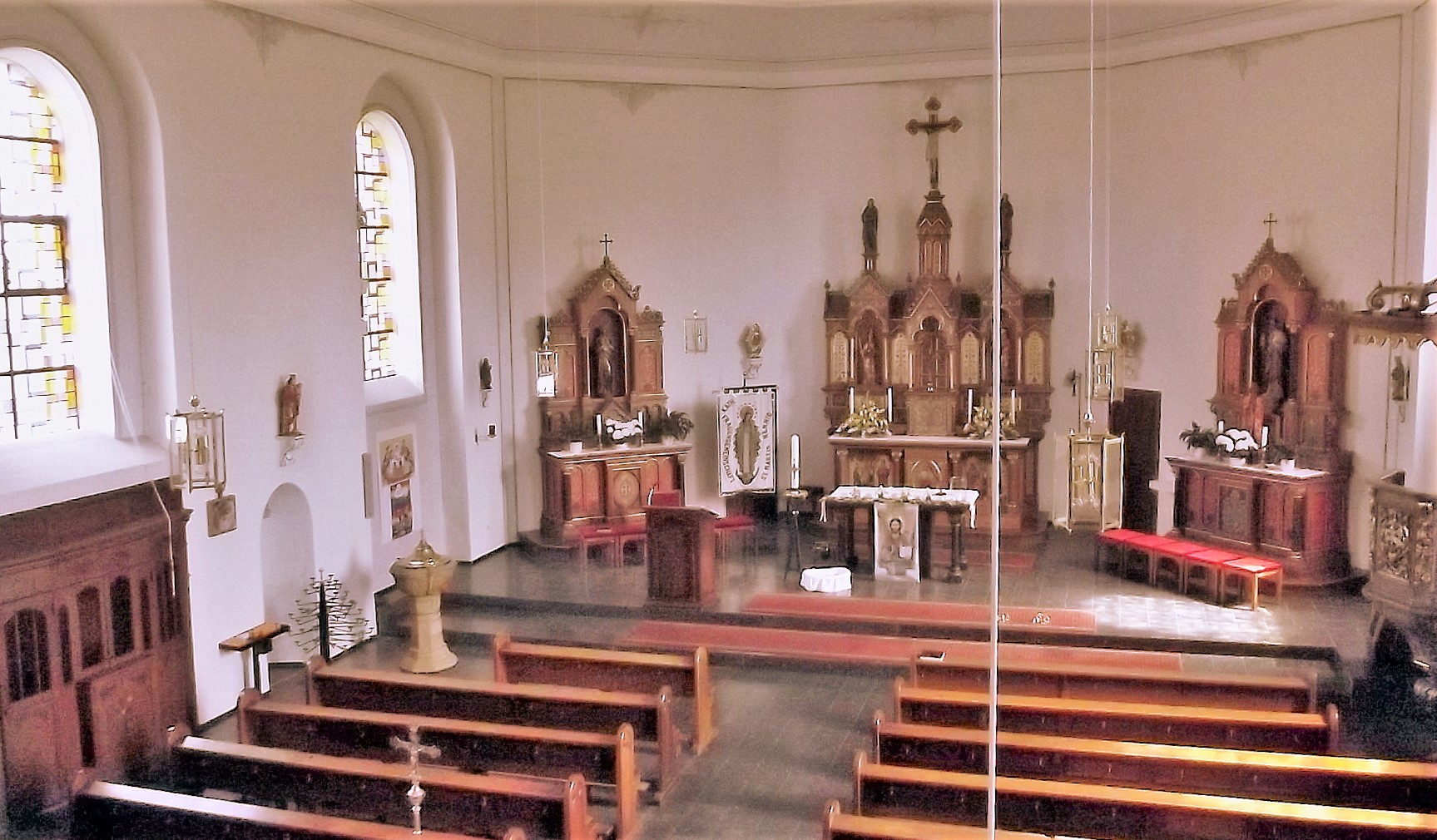
Blick ins Innere der Kirche

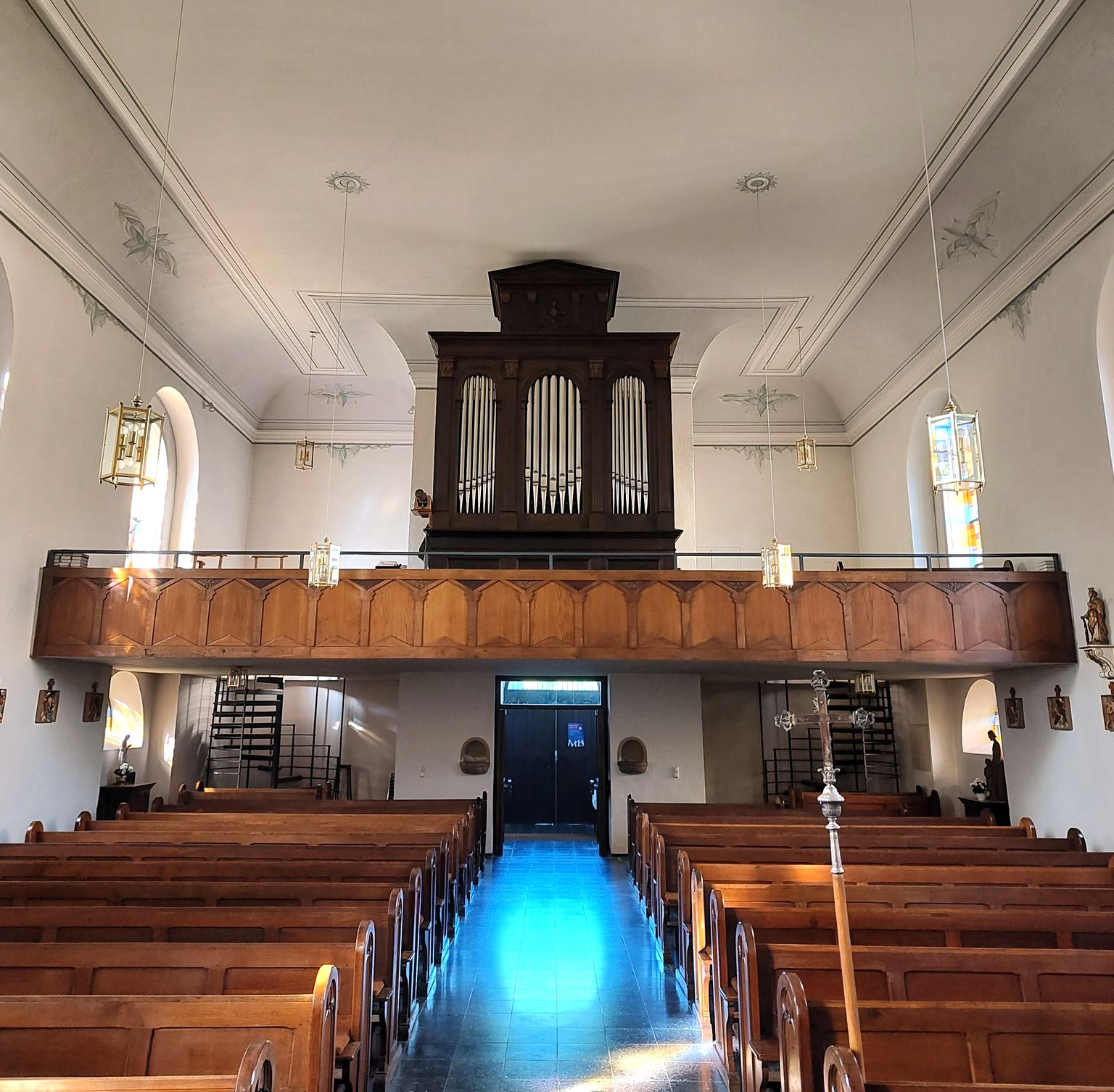
Blick zur Orgelempore

Die Kirche St. Martin ist eine römisch-katholische Pfarrkirche in Nennig, einem Ortsteil der Gemeinde Perl, Landkreis Merzig-Wadern, Saarland. Die Kirche trägt das Patrozinium des heiligen Martin und ist in der Denkmalliste des Saarlandes als Einzeldenkmal aufgeführt.

## Geschichte
Bereits seit dem Jahr 924 existierte nachweislich eine Pfarrgemeinde in Nennig, die vermutlich zum Obereigentum des Bistums Trier gehörte. Papst Eugen III. bestätigte am 6. Februar 1147 der Abtei St. Matthias in Trier den Besitz der Pfarrkirche Nennig. Aus Zorn gegen die Abtei St. Matthias zerstörte der Trierer Erzbischof und Kurfürst Heinrich II. von Finstingen im Jahr 1261 unter anderem auch das Dorf Nennig. Als Pfarrei des Landkapitels Perl erschien Nennig um das Jahr 1330. Spätestens im Jahr 1569 war der heilige Martin Patron der Pfarrei und Pfarrkirche Nennig, wie eine Visitation aus jenem Jahr belegte. Zusammen mit Berg und Wies war die Pfarrei Nennig seitdem bis zum Jahr 1810 zwei Bistümern zugeordnet, nämlich Metz und Trier. Von letzterem wurde in Nennig im Jahr 1803 eine Pfarrei errichtet. Doch erst am 15. Juni 1810 wurden die Diözesanen des Bistums Metz dem Pfarrer von Nennig überlassen, wobei die Grenze des Bistums aber bestehen blieb. Im Jahr 1803 war das Grundeigentum der Abtei St. Matthias in Nennig verstaatlicht worden.
Die erste Kirche in Nennig war bereits in fränkischer Zeit errichtet worden, was der romanische Westturm und das Martins-Patrozinium belegen. Im Jahr 1740 erfolgte der Bau einer neuen Kirche, die aber bereits im Jahr 1790 wieder abgerissen wurde, wobei der Turm stehen blieb. In den Jahren 1803 bis 1805 wurde ein neues Kirchenschiff errichtet und der Turm um ein viertes Geschoss erhöht. Durch den Bau einer Sakristei im Jahr 1838 wurde die Kirche erweitert. In den 1870er Jahren wurde der Turm abermals erhöht.
Nach dem Zweiten Weltkrieg wurde die Kirche von 1946 bis 1947 wieder aufgebaut. Im Jahr 1967 wurde sie einer Restaurierung unterzogen. Weitere Restaurierungsmaßnahmen, die das Innere und den Außenbau betrafen, und zu denen auch ein Umbau im Altarraum gehörte, erfolgten von 2000 bis 2001. Planung und Bauleitung dieser Maßnahmen wurden ohne Architekturbüro durchgeführt. Stattdessen wurden die Arbeiten vom Mitglied des Verwaltungsrates Waldemar Bach vor Ort koordiniert. Während der Restaurierungsarbeiten wurde im Bürgerhaus Nennig eine Notkirche eingerichtet. Im Jahr 2010 wurde der Glockenstuhl restauriert.

## Ausstattung
Zur Ausstattung der Kirche gehören eine Holzkanzel aus dem Jahr 1750, die noch aus der alten Kirche stammt und Symbole aus der Leidensgeschichte zeigt, ein Taufstein aus Metzer Sandstein von 1753, eine Immaculata aus dem 18. Jahrhundert, diverse Heiligenfiguren, sowie der Hochaltar und zwei Seitenaltäre von 1814, die als Säulenaltäre aus Holz gefertigt sind.
Die Ausmalung der Kirche wurde 2001 durch einen Kunstmaler vorgenommen, der u. a. die Decke mit floristischen Motiven versah.
Erwähnenswert sind auch zwei historische Glocken von 1495 bzw. 1721.

## Orgel

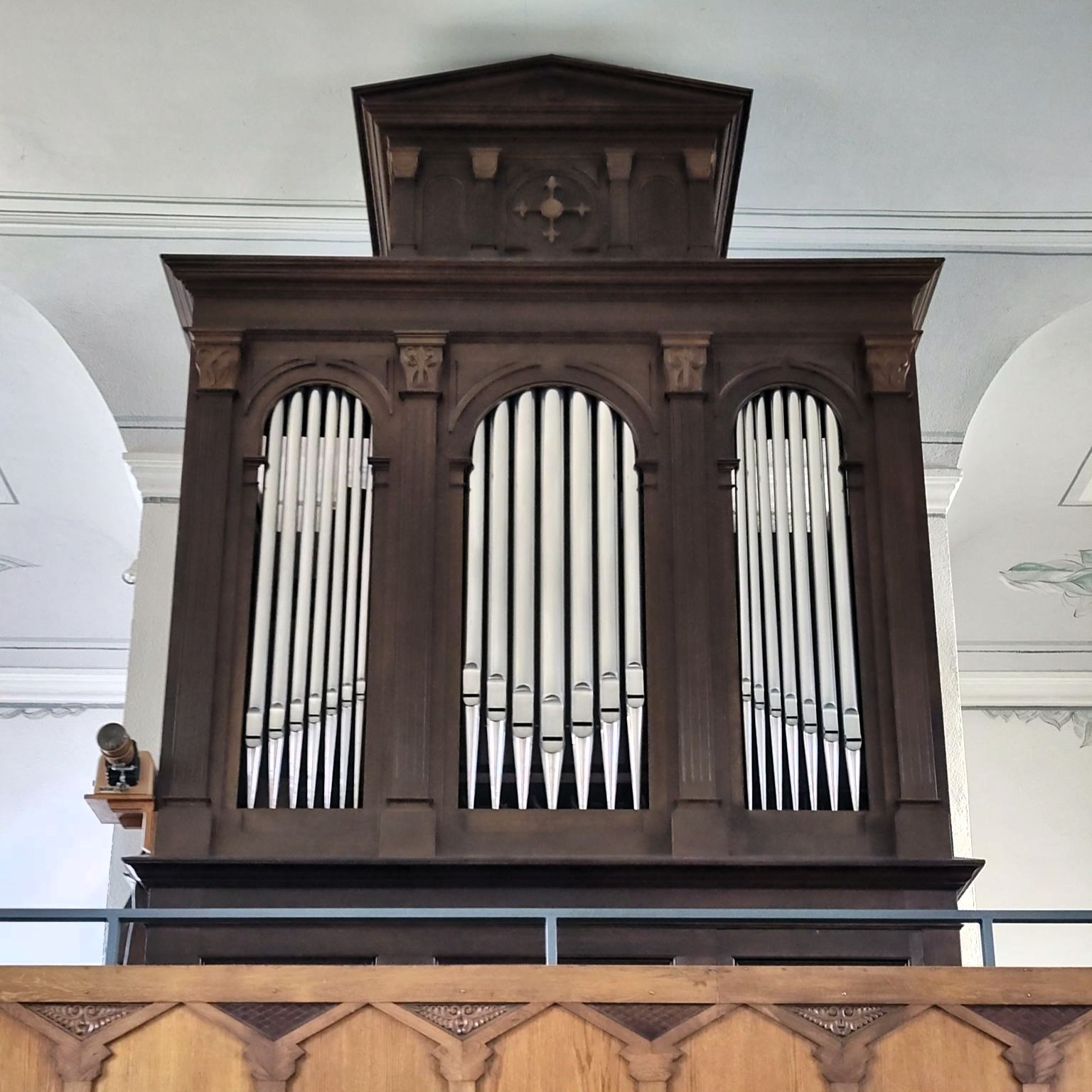
Prospekt der Breidenfeld-Orgel

Die wohl erste Orgel der Kirche baute Jean-Frédéric I. Verschneider im Jahr 1820. Das heutige Instrument wurde 1884 als Opus 76 von der Firma Breidenfeld (Trier) errichtet. Im Jahr 1967 wurde das Gehäuse durch einen Freipfeifenprospekt ersetzt. Die Firma Oberlinger restaurierte die Orgel im Jahr 1997 und rekonstruierte das Gehäuseoberteil. Der hochrechteckige Prospekt im Stil des Historismus hat drei Rundbogenfelder, die durch Pilaster gegliedert werden. Eine Ädikula über dem Mittelfeld wird von einem Flachgiebel über Säulen abgeschlossen und trägt ein Kreuz in einer Rundnische. Es Das Kegelladen-Instrument ist auf einer Empore aufgestellt und verfügt über 12 Register, verteilt auf ein Manual und Pedal. Die Spiel- und Registertraktur ist mechanisch. Die Disposition lautet wie folgt:
| I Hauptwerk C–f3 |            |     |
| 1.               | Bourdon    | 16′ |
| 2.               | Principal  | 8′  |
| 3.               | Hohlfloete | 8′  |
| 4.               | Fernfloete | 8′  |
| 5.               | Gambe      | 8′  |
| 6.               | Octave     | 4′  |
| 7.               | Rohrfloete | 4′  |
| 8.               | Octave     | 2′  |
| 9.               | Mixtur III |     |
| 10.              | Trompete   | 8′  |

| Pedal C–g0 |             |     |
| 11.        | Subbass     | 16′ |
| 12.        | Violoncello | 8′  |

- Koppeln: I/P
- Spielhilfen: Collection A. (Piano), Collection B. (Mezzoforte), Collection C. (Tutti)